# Okkadunnadu
Okkadunnadu (telugu: ఒక్కడున్నాడు) – indyjski thriller w języku telugu z Gopichandem w roli głównej. Film do własnego scenariusza wyreżyserował w 2007 roku Chandra Sekhar Yeleti. W filmie debiutuje Neha Jhulka.

## Obsada
- Gopichand – Kiran
- Neha Jhulka – Gautami (debiut)
- Mahesh Manjrekar – Sonu Bhai
- Suman – Gowri Shankar
- Rahul Dev – siostrzeniec Sonu Bhai
- Nasser – Jayadev

## Muzyka
Film zawiera 5 piosenek skomponowanych przez M.M. Keeravaniego. Krishna Vamsi, reżyser Rakhi jest twórca choreografii do 2 piosenek w filmie.
- I Say Enjoy – Ganga
- Adugadugunaa – M.M. Keeravani & Sunita
- Abbo Vadento – Nani, Geeta, & Madhuri
- Manakakkarledu – Devi Sri Prasad
- Ivaala Naa Pilupu – Shreya Ghoshal